# Rhipidia (Rhipidia) variicosta
Rhipidia (Rhipidia) variicosta is een tweevleugelige uit de familie steltmuggen (Limoniidae). De soort komt voor in het Neotropisch gebied.